# Tarsykija Mac'kiv
Tarsykija Mac'kiv, in ucraino Тарсикія Мацьків?, trasl. angl.: Tarsykiya Matskiv, al secolo Ol'ga (Chodorov, 23 marzo 1919 – Červonohrad, 18 luglio 1944), è stata una religiosa ucraina appartenente alla congregazione delle Ancelle della Beata Vergine Maria Immacolata, vittima della persecuzione dei cristiani in URSS. Papa Giovanni Paolo II la dichiarò martire e la proclamò beata nel 2001.

## Biografia
Olga nacque da famiglia di un dirigente della stazione ferroviaria. Terminate le scuole elementari, studiò al ginnasio e alla scuola femminile di Leopoli. Nel 1938 entra nella Congregazione Ancelle della Beata Vergine Maria Immacolata e pronuncia i voti monastici il 5 novembre 1940 prendendo il nome di Tarsykiya. Il 18 luglio 1944 le autorità sovietiche decidono di chiudere il monastero. Alle 8 del mattino un soldato dell'Armata rossa, senza alcun avvertimento, uccide con un colpo di fucile la suora che, avendo sentito suonare il campanello, era andata ad aprire la porta.
Beatificata il 27 giugno 2001 in occasione della visita di papa Giovanni Paolo II in Ucraina.